# Filip Kržić
Filip Kržić (Dubrovnik, 28. kolovoza 2000.) - hrvatski vaterpolist
Rodio se 28. kolovoza 2000. godine. Njegov otac Ognjen Kržić sportski je direktor Vaterpolskog kluba Jug i Jugov proslavljeni vaterpolist. Njegova majka Maja (djevojački Kučić) bila je miss Jugoslavije 1986. godine.
Igra za VK Jug Dubrovnik od ljeta 2017. godine. S Jugom je osvojio naslov prvaka Hrvatske u sezoni 2021./'22. godine.
S hrvatskom reprezentacijom osvojio je naslov prvaka Europe na Europskom prvenstvu u Splitu 2022. godine.
Studira turizam na na Sveučilištu u Dubrovniku.

## Vanjske poveznice
- Profil na Global Sports Archive